# Bevelvoerder
Een bevelvoerder bij de brandweer geeft leiding aan de bemanning van een tankautospuit en eventueel een aanvullend voertuig zoals een autoladder, hoogwerker of hulpverleningsvoertuig.

## Nederland
De bevelvoerder is verantwoordelijk voor de juiste inzet van de aan hem toegewezen manschappen. Bij kleine en middelgrote inzetten is de bevelvoerder de leidinggevende bij het incident. Bij grote incidenten zorgt een officier van dienst voor de coördinatie tussen de verschillende bevelvoerders en voor de communicatie met de meldkamer. Wel zal bijna altijd een bevelvoerder als eerste ter plaatse zijn, deze maakt dan een eerste plan van aanpak naar aanleiding van een verkenning. 
Tijdens de rit naar het incident, het "aanrijden", heeft de bevelvoerder via C2000 contact met de meldkamer en ontvangt daarbij de beschikbare informatie en vraagt eventueel om bijstand van andere brandweereenheden, ambulance, politie of andere organisaties. Hij draagt de informatie over aan de manschappen en deelt de manschappen in. Hierbij worden in principe twee man (nummers 1 en 2) de aanvalsploeg en de nummers 3 en 4 de waterploeg. 
Van een bevelvoerder wordt verwacht dat hij de basisbeginselen van wiskunde, natuurkunde en scheikunde kent en daarnaast doet hij of zij tijdens de opleiding diepgaande kennis op van verbranding en blussing, gevaarlijke stoffen, autotechniek, technische hulpverlening, behandeling van slachtoffers en nog veel meer. Naast al deze theoretische kennis is leiding geven een heel belangrijk aspect.